# باروگا
باروگا (به انگلیسی: Barooga) یک شهرک در استرالیا است که در نیو ساوت ولز واقع شده‌است.